# André Jean Simon Nougarède de Fayet
Pour les autres membres de la famille, voir Auguste Nougarède de Fayet.
Pour les articles homonymes, voir Fayet.
André Jean Simon, baron Nougarède de Fayet (né le 20 septembre 1765 à Montpellier, mort le 20 août 1845 à Paris), est un homme politique français du XIXe siècle.

## Biographie
Fils de François Nougarède, sieur de Fayet, président trésorier de France de la généralité de Montpellier, et de dame Louise-Thérèse-Anne-Gabrielle de Maupel, Nougarède appartenait à une famille bourgeoise originaire de Montarnaud, Hérault où sa famille tenait une étude de notaire, et non d'une famille noble du Rouergue, ancienne dans la magistrature comme il est parfois dit.
Il avait été depuis peu de temps nommé conseiller à la cour des aides et finances de Montpellier lorsque la Révolution vint changer sa carrière et lui faire quitter la toge pour l'épée. Entré dans l'arme du génie après 1789, il y parvint au grade de lieutenant.
Dès les premières années du Consulat il avait repris la magistrature et remplissait les fonctions auditeur au Conseil d'État (an XI).
Puis le Sénat conservateur l'appela (29 thermidor an XIII : 17 août 1805) à représenter l'Hérault au Corps législatif, où il siégea pendant toute la durée de l'Empire, ayant obtenu, le 10 août 1810, le renouvellement de son mandat. Questeur, membre de la commission de législation civile et criminelle, il fut nommé le 16 septembre 1808, conseiller à vie de l'Université de France et fut rapporteur du quatrième livre du code pénal et, la même année, fit hommage à l'assemblée d'un ouvrage de M. Locré intitulé Esprit du Code de commerce (1809).
Baron de l'Empire depuis le 1er avril 1809, il fut nommé, le 8 décembre 1810, président de chambre à la cour impériale de Paris puis maître des requêtes au Conseil d'État (14 avril 1813).
Il adhéra un des premiers à la chute de Napoléon (6 avril 1814), et conserva ainsi toutes ses dignités sous la première Restauration. Le 22 décembre 1814, il parla à la chambre des députés sur le projet de loi relatif à la cour de cassation, et vota son adoption, avec l'amendement de porter le nombre des juges à 45.
Une ordonnance du 17 février 1815 le nomma conseiller honoraire de l'Université, mais le 30 mars suivant un décret impérial lui restitua le titre de conseiller titulaire. Resté en fonctions pendant les Cent-Jours, il fut révoqué en juillet 1815.
Après le second retour du Roi, le baron Nougarède perdit ses emplois et vécut retiré dans sa famille.
En 1837, au no 24 de la rue de l'Université, il fit réunir, par l'architecte Moitié, deux bâtiments qui donnaient sur rue qui deviendront le siège du ministère du commerce et de l'artisanat.

## Récapitulatif

### Fonctions
- Conseiller à la cour des aides et finances de Montpellier (avant 1789) ;
- Lieutenant dans le génie (après 1789) ;
- Auditeur au Conseil d'État (an XI : 1802) ;
- Député de l'Hérault au Corps législatif (29 thermidor an XIII : 20 août 1804, réélu le 10 août 1810) :
  - Questeur (1806-1809),
  - Membre de la commission de législation civile et criminelle (1808-1810),
  - rapporteur du quatrième livre du code pénal ;
- Conseiller à vie de l'Université de France (16 septembre 1808) ;
- Président de chambre à la cour impériale de Paris (8 décembre 1810) ;
- Maître des requêtes au Conseil d'État (14 avril 1813).
- Conseiller honoraire de l'Université (17 février 1815) ;
- Conseiller titulaire de l'Université (30 mars 1815, révoqué en juillet 1815).

### Publications
On a de lui un assez grand nombre de travaux sur des matières d'histoire et de jurisprudence :
- Traduction de l'Orateur de Cicéron (Paris, 1787, in-12, en société avec P. Daru) ;
- Discours prononcé par M. Nougarède, à l'occasion de l'hommage fait au Corps législatif, par M. Locré, secrétaire-général du Conseil d'état, du Ier. volume de l'Esprit du code Napoléon. Séance du 22 mars 1806. : Séance du 22 mars 1806, par André Jean Simon Nougarède de Fayet, Corps législatif (1795-1814, France), Publié par Chez Rondonneau, 1806 ;
- Essai sur l'histoire de la puissance paternelle (1801, in-12) ;
- De la législation sur le mariage et sur le divorce (1802, in-8) ;
- Histoire des lois sur le mariage et sur le divorce depuis leur origine dans le droit civil et coutumier jusqu'à la fin du dix-huitième siècle (1803, 2 vol in-8) ;
- Lois du mariage et du divorce, depuis leur origine dans le droit romain, Publié par Le Normant, 1816 (2e édition) ;
- Jurisprudence du mariage, conférée avec le droit romain, le droit canonique et le droit français (1817) ;
- Histoire de la révolution qui renversa la république romaine et qui amena l'établissement de l'Empire, Publié par F. Didot (1820) ;
- Histoire du siècle d'Auguste et de rétablissement de l'empire romain, Publié par Capelle, (1840).

### Titre
- chevalier de l'Empire par lettres patentes du 8 août 1811 ; baron de l'Empire avec majorat par lettres patentes du 1er avril 1809 ;
- 1er Baron Nougarède de Fayet et de l'Empire (avec institution de majorat accordée par lettres patentes du 1er avril 1809, à Paris[1]).
  - Lettres patentes portant collation du titre de Baron à M. André-Jean-Simon Nougarède de Fayet, membre et questeur du Corps législatif, et érection de majorat dont la dotation est le domaine de Brusque et celui de Fayet, avec les bâtiments, jardins, vergers, terres, prairies, bois de haute- futaie, en dépendants, contenant le premier quatre-vingt-dix hectares, le second deux cent seize hectares, tous deux situés canton de Camarès, arrondissement de Saint-Affrique, département de l'Aveyron ; le tout produisant un revenu annuel de 9 200 francs[2].

### Distinctions
| Chevalier de la Légion d'Honneur |

- Chevalier de la Légion d'honneur (25 janvier 1810)[3] ;

### Armoiries
| Image | Armoiries |
| ----- | --- |
|       | Armes du baron Nougarède de Fayet et de l'Empire Coupé : au 1, parti d'azur à trois étoiles rangées en fasce d'argent surmontées d'un croissant contourné du même, et des barons tirés des corps savants ; au 2, d'argent, au noyer terrassé de sinople senestré d'un hérisson de sable, allumé du champ,. Armes parlantes (Noyer ⇒ Nougarède). |
|       | Armes des Nougarède D'or au noyer au naturel, terrassé de sinople, senestré d'une étoile de gueules soutenu d'un croissant du même. - Supports : Deux lions. Armes parlantes (Noyer ⇒ Nougarède). |

### Ascendance & postérité
Fils de François Nougarède (1728 - 1799), sieur de Fayet, marquis de Brusque-Fayet, président trésorier de France de la généralité de Montpellier, et de dame Louise Thérèse Anne Gabrielle de Maupel, Nougarède épousa en 1808 Eulalie Jeanne Marie Félicité (22 septembre 1781 - 13 avril 1866, Paris), fille du comte et ministre Félix Julien Jean Bigot de Préameneu (1747 - 1825) et veuve de Étienne Sauret. Ensemble, ils eurent :
1. Auguste (6 avril 1811, Paris - 18 août 1853, Montpellier), 2e baron de Fayet, député de l'Aveyron (1852-1853), publiciste à Paris ;
2. Anne Félicité (1812 - 1859), mariée le 4 octobre 1834 à Paris avec François Joseph (6 novembre 1799, Nancy - 7 mai 1880, Paris), 4e comte Boulay de La Meurthe, Conseiller d'État, sénateur, dont postérité ;
3. Adrien (1814 - 1907, Paris), 3e baron de Fayet, ancien élève de l'École polytechnique (X 1832, Marine).